# Foa madagascariensis
Foa madagascariensis är en fiskart som beskrevs av Petit, 1931. Foa madagascariensis ingår i släktet Foa och familjen Apogonidae. IUCN kategoriserar arten globalt som otillräckligt studerad. Inga underarter finns listade i Catalogue of Life.